# خوزه استرادا گونسالس
خوزه استرادا گونسالس (اسپانیایی: José Estrada González‎؛ زادهٔ ۶ دسامبر ۱۹۷۱) بازیکن بیسبال اهل کوبا بود.